# Ę̄́
Ę̄́ (minuscule : ę̄́), appelé E macron accent aigu ogonek, est une lettre latine utilisée dans l’écriture du kaska.
Il s’agit de la lettre E diacritée d’un macron, d’un accent aigu et d’un ogonek.

## Représentations informatiques
Le E macron accent aigu ogonek peut être représenté avec les caractères Unicode suivants : 
- composé et normalisé NFC (latin étendu A, diacritiques) :

| formes    | représentations | chaînes de caractères | points de code       | descriptions                                                                |
| --------- | --------------- | --------------------- | -------------------- | --------------------------------------------------------------------------- |
| capitale  | Ę̄́               | Ę◌̄◌́                   | U+0118 U+0304 U+0301 | lettre majuscule latine e ogonek diacritique macron diacritique accent aigu |
| minuscule | ę̄́               | ę◌̄◌́                   | U+0119 U+0304 U+0301 | lettre minuscule latine e ogonek diacritique macron diacritique accent aigu |

- décomposé et normalisé NFD (latin de base, diacritiques) :

| formes    | représentations | chaînes de caractères | points de code              | descriptions                                                                            |
| --------- | --------------- | --------------------- | --------------------------- | --------------------------------------------------------------------------------------- |
| capitale  | Ę̄́               | E◌̨◌̄◌́                  | U+0045 U+0328 U+0304 U+0301 | lettre majuscule latine e diacritique ogonek diacritique macron diacritique accent aigu |
| minuscule | ę̄́               | e◌̨◌̄◌́                  | U+0065 U+0328 U+0304 U+0301 | lettre minuscule latine e diacritique ogonek diacritique macron diacritique accent aigu |